# Spasoje Tuševljak
Spasoje Tuševljak (cyr. Спасоје Тушевљак; ur. 28 maja 1952 w Trnovie) – bośniacki ekonomista, przedsiębiorca i polityk narodowości serbskiej, premier Bośni i Hercegowiny w roku 2000.
Był wykładowcą ekonomii we Wschodnim Sarajewie (serbskiej części miasta), zdobył tytuł naukowy profesora. Jest właścicielem działającego w Belgradzie instytutu ekonomicznego Konseko, a także operujących w tym samym mieście firm CNC i Dom.
Na początku wojny w Bośni i Hercegowinie pomagał w układaniu relacji Serbii i Czarnogóry z Republiką Serbską. Był głównym negocjatorem Republiki Serbskiej wyznaczonym do negocjacji w sprawie następców prawnych Socjalistycznej Federacyjnej Republiki Jugosławii. Po tym, jak w 2000 roku zniesiono wieloosobowy nadzór nad rządem, Spasoje Tuševljak objął stanowisko premiera jako kandydat pozapartyjny. Sprawował je od czerwca do października 2000 roku.
W 2013 roku stanął przed sądem za nielegalne nabycie dla swoich firm kapitału banku Agrobanka o wartości ponad 651 milionów dinarów serbskich. W tej sprawie aresztowano szefa banku i wysokich szczeblem pracowników innego banku.
Jest żonaty.